# Paulo Furtado (jurista)
Paulo Roberto Bastos Furtado, ( Salvador, 29 de março de 1944), é um jurista, professor, escritor e magistrado brasileiro,  imortal da Academia de Letras da Bahia, Cadeira 30,  que foi presidente do Tribunal de Justiça do Estado da Bahia e ministro do Superior Tribunal de Justiça  durante seis meses no ano de 2009, na condição de desembargador convocado.

 

## Biografia
Filho de Antonio Britto Furtado e d. Letícia Bastos Furtado.   
Graduou-se em Direito pela Universidade Católica do Salvador em 1968.   
Entre suas obras estão Direito Privado Econômico; Execução; Lei de Arbitragem Comentada; Breves Comentários às Leis nº 10.352, de 26.12.2001/nº 10.358, de 27.12.2001/ nº 10.444, de 7.5.2002 (modificações no CPC).    
No biênio 1992/1994, foi presidente do Tribunal de Justiça do Estado da Bahia; de 1979 a 1982 ocupou a chefia da Casa Civil do Governo do Estado da Bahia.   
Na atividade docente foi professor de Direito Processual Civil da Faculdade de Direito da UFBA.   
Foi ministro do Superior Tribunal de Justiça de 30 de janeiro de 2009 até  10 de agosto de 2010, na condição de desembargador convocado.    
Em 24 de abril de 2003, tomou posse como imortal da Cadeira 30 da Academia de Letras da Bahia.      